# Tyler Perry
Tyler Perry (New Orleans, 13 september 1969) is een Amerikaanse acteur, regisseur, producent en scriptschrijver van films, televisieprogramma's en theaterstukken. Hij is voornamelijk bekend voor zijn personage van een oude Afro-Amerikaanse vrouw genaamd Madea. In 2012 tekende Perry een meerjarig contract om voor Oprah Winfrey's zender een aantal televisieseries te maken. Hij was tevens een van de producenten van Precious en speelde de hoofdrol in Alex Cross en een bijrol in de films Star Trek en Don't Look Up. In 2019 kreeg hij een ster op de Hollywood Walk of Fame.

## Kritiek
Ondanks zijn succes is er ook veel kritiek op de manier waarop hij Afro-Amerikanen neerzet. Filmregisseur Spike Lee heeft gezegd dat hij het beeld verontrustend vond en verwijzen naar stereotypisch Blackface-weergaven van zwarte mensen uit de jaren dertig en veertig.
In de aflevering Funnybot van South Park wordt Perry ook bespot.
Perry is ook meermaals genomineerd geweest voor de Golden Raspberry Awards, waarvan hij in 2014 en 2017 als Madea de prijs voor slechtste acteur won voor A Madea Christmas en Boo 2! A Madea Halloween.